# کنگر طلایی
کنگر طلایی (نام علمی: Scolymus hispanicus) نام یک گونه از سرده کنگر طلایی است.

## نگارخانه

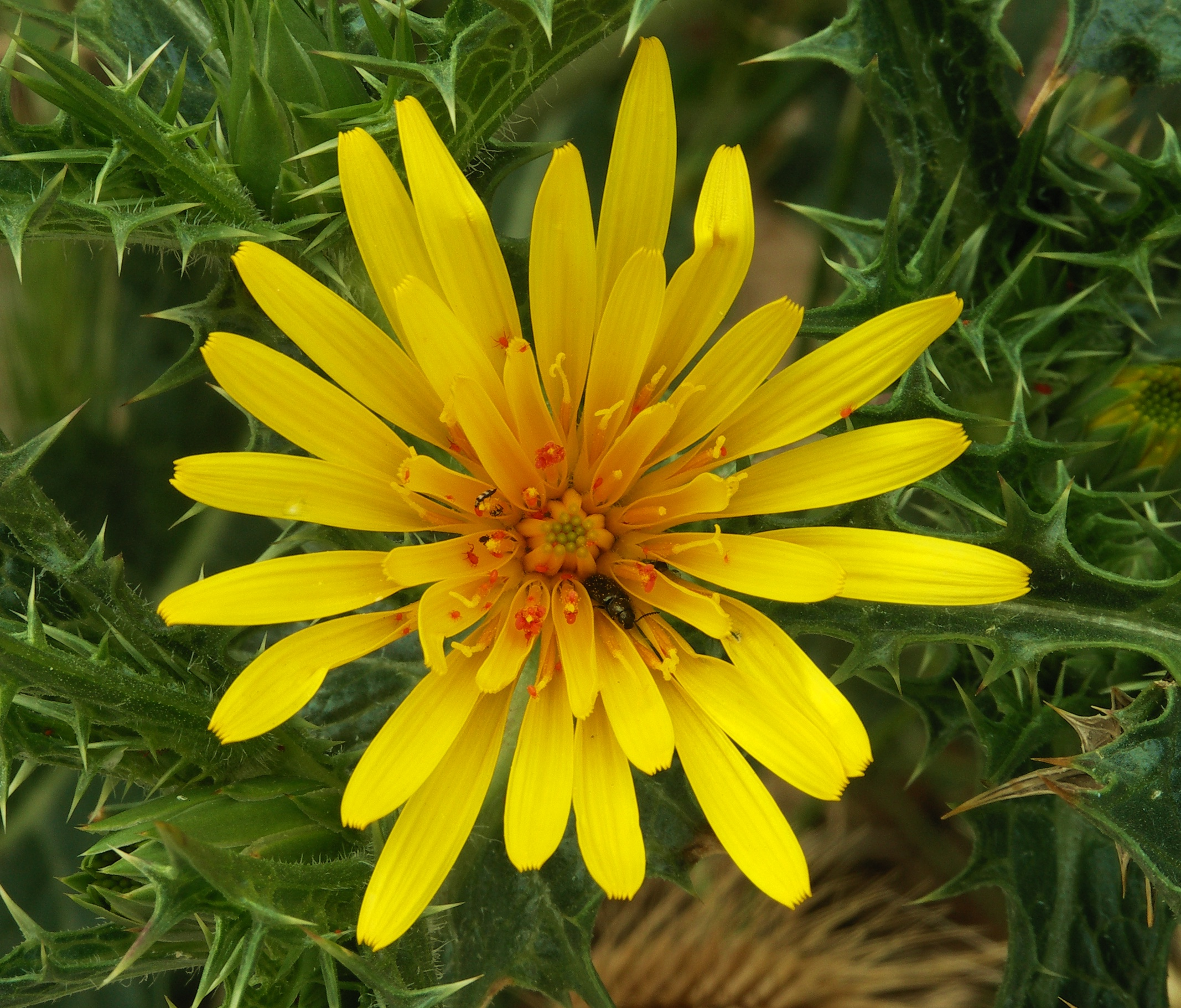
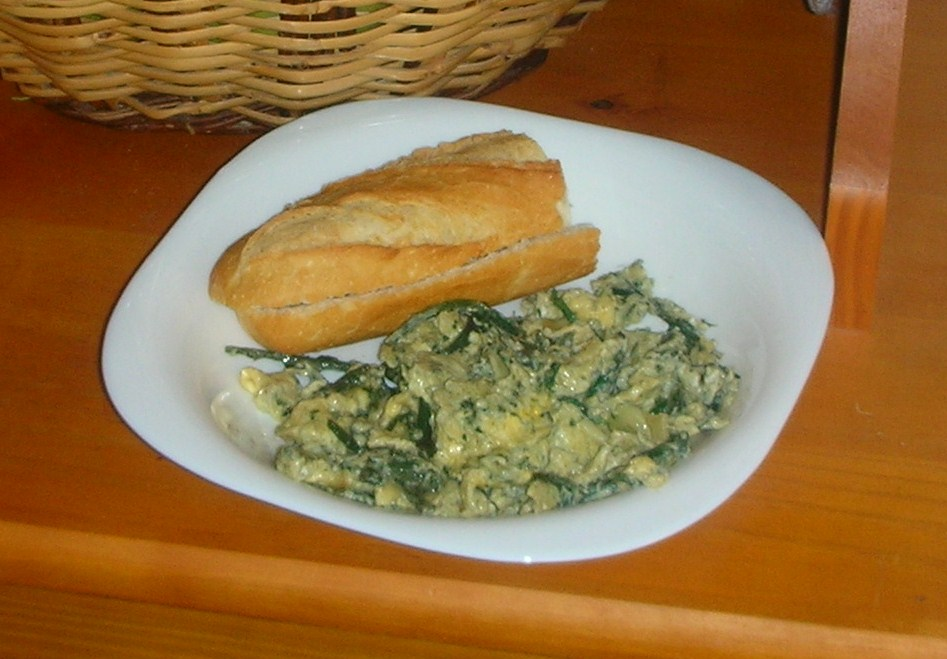
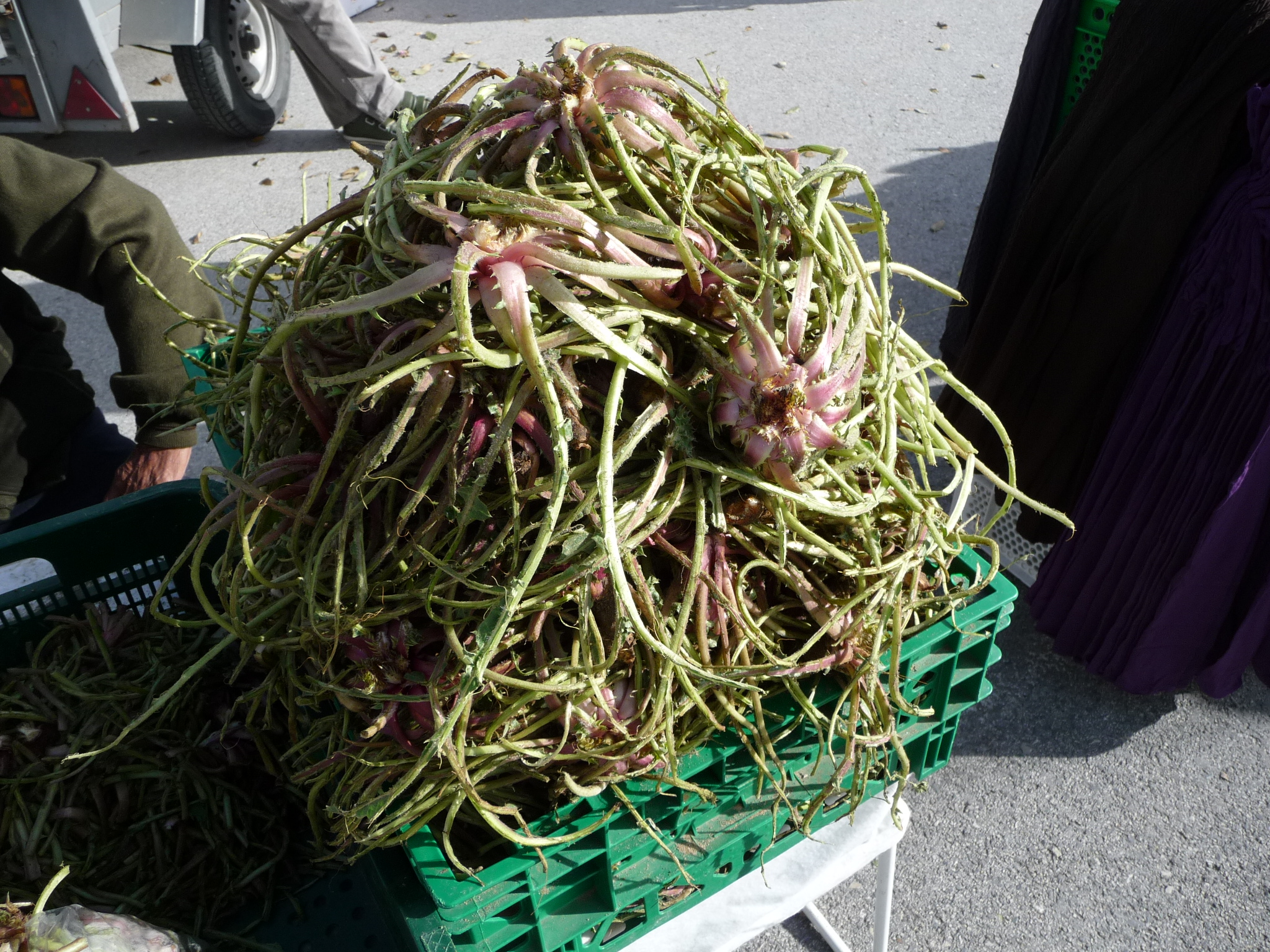